# Зетьово (Старозагорська область)
Зе́тьово (болг. Зетьово) — село в Старозагорській області Болгарії. Входить до складу общини Чирпан.

## Населення
За даними перепису населення 2011 року у селі проживали 1233 особи.
Національний склад населення села:
| Національність   | Кількість осіб | Відсоток |
| ---------------- | -------------- | -------- |
| болгари          | 1040           | 87,7%    |
| цигани           | 138            | 11,6%    |
| Всього відповіли | 1186           |          |

Розподіл населення за віком у 2011 році:
Динаміка населення: